# ألفونس شوين
ألفونس شوين (القرن التاسع عشر – القرن العشرين) هو مبارز بالسيف ألماني راحل، مثّل بلاده في الألعاب الأولمبية الصيفية 1900.

## روابط خارجية
ألفونس شوين على موقع أوليمبيديا (الإنجليزية)